# Die Schriftstellerin, ihr Film und ein glücklicher Zufall
Die Schriftstellerin, ihr Film und ein glücklicher Zufall (Originaltitel: So-seol-ga-ui Yeong-hwa, koreanisch: 소설가의 영화, Transkription: Soseolgaui Yeonghwa, englischer Titel The Novelist's Film) ist ein südkoreanischer Spielfilm unter der Regie von Hong Sang-soo aus dem Jahr 2022. Der Schwarzweißfilm hat im Februar 2022 im Wettbewerb um den Goldenen Bären der Berlinale Weltpremiere gefeiert und den Großen Preis der Jury erhalten.

## Handlung
Die Schriftstellerin Jun-hee begibt sich auf eine lange Reise, um die Buchhandlung ihres früheren Freundes zu besuchen, zu dem sie den Kontakt verloren hat. Bei einer Turmbesteigung lernt sie einen Filmregisseur und dessen Frau kennen. Bei einem gemeinsamen Spaziergang im Park treffen sie auf die Schauspielerin Gil-soo. Jun-hee versucht, Gil-soo zu überreden, gemeinsam mit ihr einen Film zu drehen. Nach einem gemeinsamen Essen kehren die beiden in den Buchladen zurück, wo eine Gruppe von Leuten trinkt. Gil-soo betrinkt sich und schläft ein.
Der Film spielt während einer Pandemie und feiert, so Carlo Chatrian „die Schönheit zufälliger Begegnungen“. Er stelle die Bedeutung von Aufrichtigkeit in der verlogenen Welt des Films heraus.

## Produktion

### Filmstab

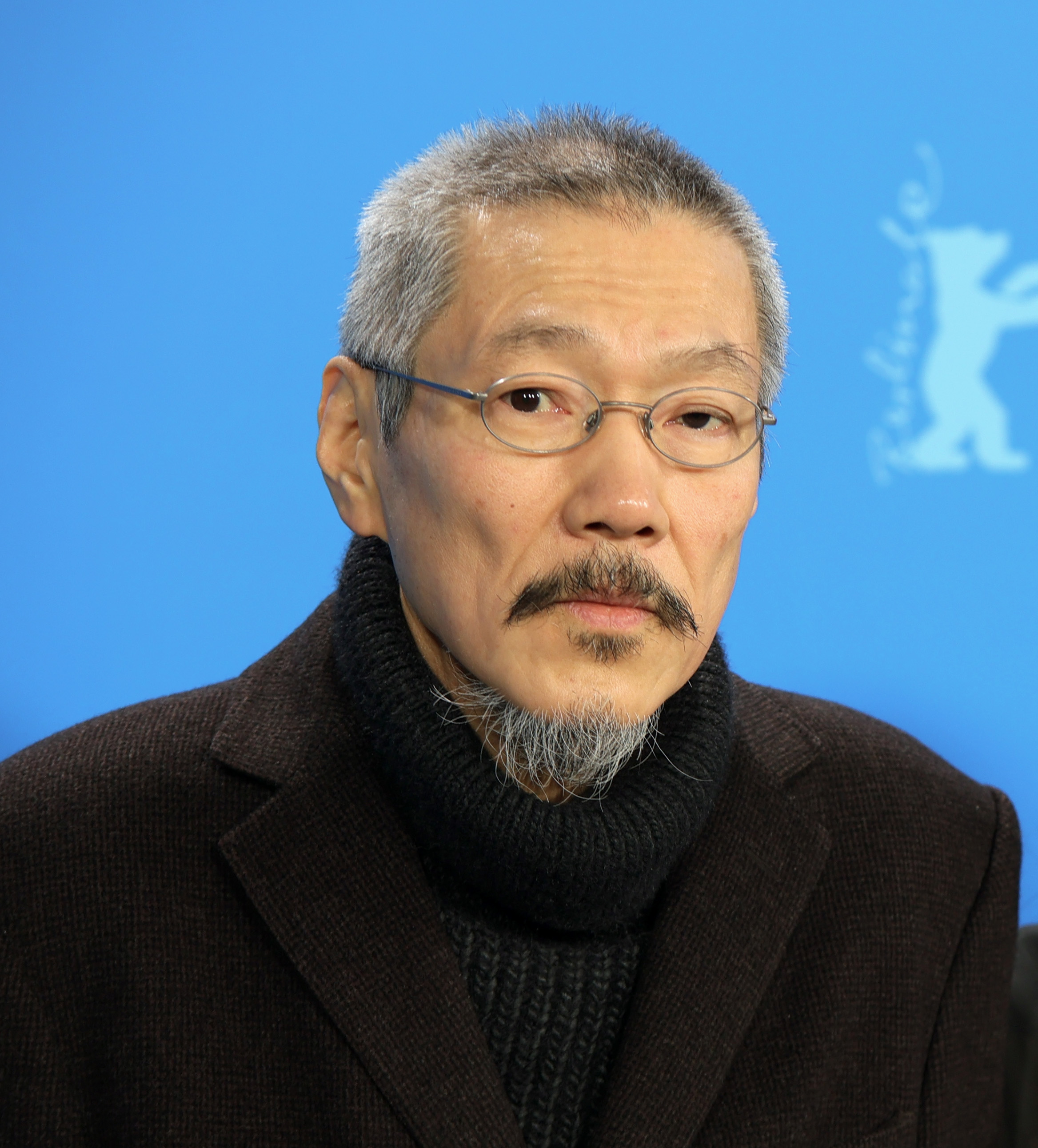
Filmemacher Hong Sang-soo, Berlinale 2022

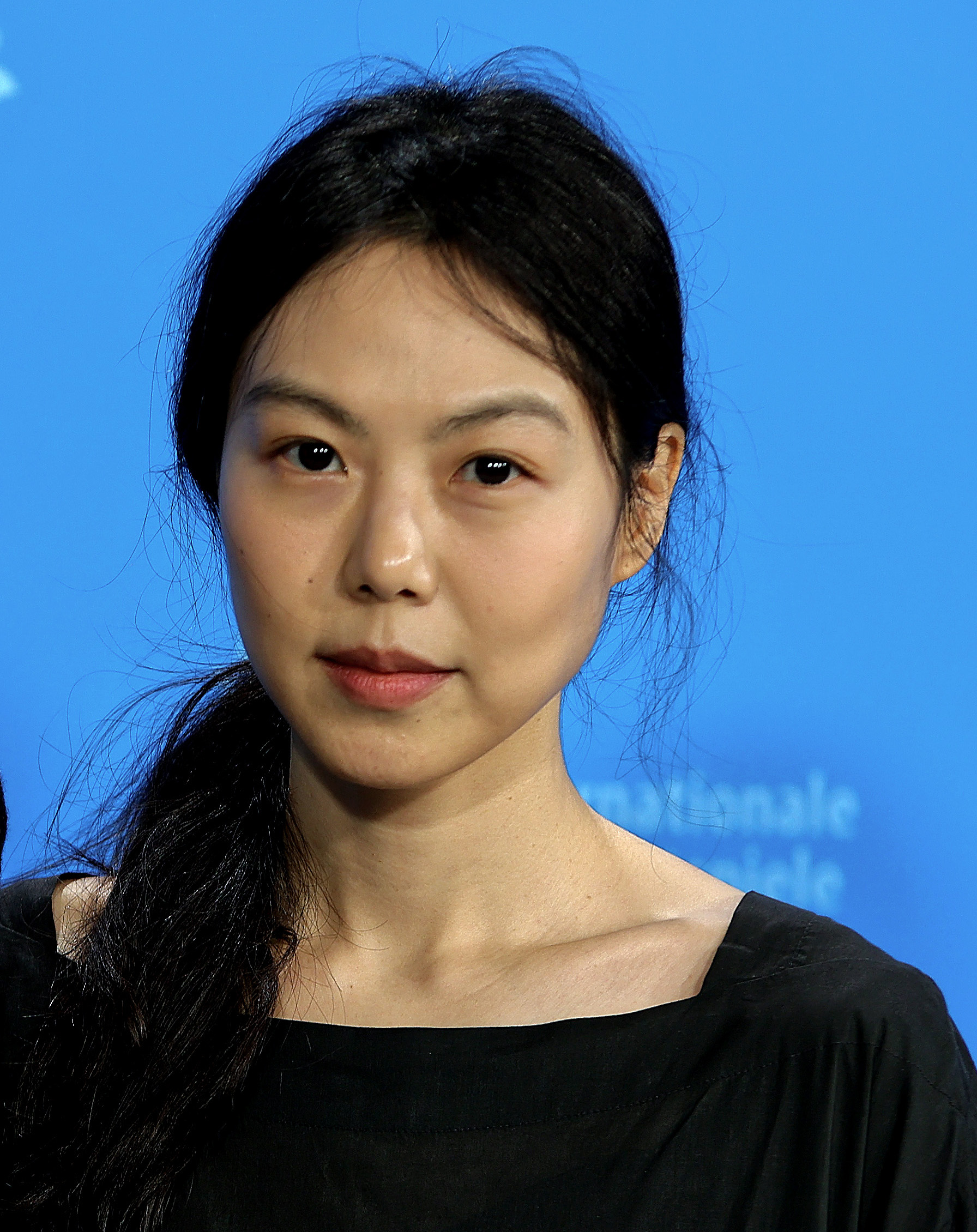
Darstellerin Kim Min-hee, Berlinale 2022

Regie führte Hong Sang-soo, von dem auch das Drehbuch stammt.
In wichtigen Rollen sind Lee Hye-young (Jun-hee), Kim Min-hee (Gil-soo) und Seo Young-hwa zu sehen.

### Dreharbeiten und Veröffentlichung
Die zweiwöchigen Dreharbeiten fanden im März 2021 außerhalb von Seoul statt.
Der Schwarzweißfilm feierte am 16. Februar 2022 im Wettbewerb um den Goldenen Bären der Berlinale Weltpremiere. Damit wurde zum dritten Mal in Folge ein Film von Hong Sang-soo für die Präsentation im Wettbewerb ausgewählt. 2020 hatte er mit Die Frau, die rannte den Silbernen Bären für die beste Regie gewonnen.
Der Verleih liegt in den Händen der koreanischen Firma Finecut. Ein regulärer Kinostart in Deutschland erfolgte am 10. November 2022.

## Auszeichnungen und Nominierungen
Internationale Filmfestspiele Berlin 2022: Silberner Bär – Großer Preis der Jury